# Cannabis en Corée du Nord
La législation du cannabis en Corée du Nord est assez floue en raison de la difficulté à se renseigner depuis l'extérieur du pays mais certains observateurs déclarent que le cannabis est effectivement légal, ou du moins toléré, tandis que d'autres affirment que c'est une mauvaise interprétation et que le cannabis est en fait illégal dans le pays,. 
Le cannabis consommé en Corée du Nord serait appelé ip tambae (잎담배, « tabac en feuilles ») mais ce terme semble cependant désigner un mélange d'herbes ne procurant aucun état d’euphorie.[réf. nécessaire]

## État de la consommation
En 2010, l'organisation non gouvernementale américaine Open Radio for North Korea déclare que ses sources l'ont informé qu'une répression de l'usage de drogue se déroule à Hamkyungbuk-do (en) mais que les actions se concentrent sur la méthamphétamine car l'opium et le cannabis ne seraient pas considérés comme des « drogues ». 
Matthew Reichel du Projet Pyongyang, une entreprise sociale qui se consacre à la promotion d’initiatives de renforcement des capacités en Corée du Nord, qui note que le terme ip tambae ne désigne en réalité pas le cannabis, mais un mélange d’herbes locales utilisées comme un substitut du tabac, ressemblant superficiellement au cannabis mais n'ayant aucun rapport, et que les « experts s’accordent pour dire que le cannabis est rare et indubitablement illégal en Corée du Nord ». Le cannabis est cultivé industriellement, mais sous forme de chanvre à faible teneur en THC qui ne procure aucun état d’euphorie, et bien que certaines personnes puissent cultiver du cannabis psychoactif pour leur consommation personnelle, le fait de le fumer en public n'est pas toléré, même s'il est peu probable que cela soit puni sévèrement.

## Cas d'un transfuge
En 1962, le soldat américain Larry Allen Abshier, stationné en Corée du Sud, fait défection pour rejoindre la Corée du Nord et éviter ainsi de passer devant la cour martiale pour avoir été attrapé en train de fumer du cannabis à cinq ou six reprises.